# محوطه باغ وناب
محوطه باغ وناب در شهرستان خرم‌آباد، بخش پاپی، دهستان کشور، ۴۰۰ متری جنوب غرب روستای باغ و ناب واقع شده و این اثر در تاریخ ۲۸ اسفند ۱۳۸۵ با شمارهٔ ثبت ۱۸۴۲۸ به‌عنوان یکی از آثار ملی ایران به ثبت رسیده است.